# Conférence TED
Pour les articles homonymes, voir Ted.
 (septembre 2016).
Les conférences TED (Technology, Entertainment and Design) sont une série de conférences organisées au niveau international par la fondation à but non lucratif américaine The Sapling foundation. Elle a pour but, selon son slogan, de mettre en avant « des idées qui méritent d'être diffusées » (en anglais : « ideas worth spreading »). 
Les premières conférences se sont tenues en Californie en 1984, d'abord à Monterey, puis à Long Beach et, plus récemment, deux fois par an dans d'autres villes du monde, sous l'appellation « TED Global ». Depuis 2014, la conférence principale TED a lieu à Vancouver.

## Présentation

### Historique

TED (technology, entertainment and design), des idées qui méritent d'être diffusées.

La conférence TED est fondée en 1984 par Richard Saul Wurman (en) et Harry Marques et se déroule tous les ans à partir de 1990. Wurman quitte la conférence en 2002. L'événement est dirigé depuis par Chris Anderson et appartient à son organisme à but non lucratif The Sapling Foundation, consacrée à « la puissance des idées pour changer le monde ». 
L'adhésion au site internet de TED est gratuite, mais pour ceux qui veulent soutenir la conférence TED, une cotisation  de 6 000 dollars est demandée, incluant la participation à la conférence de Monterey ou TED@Aspen dans le Colorado, une page en réseau avec d'autres membres de la conférence, des paquets médias tous les deux mois comprenant des livres, des CD et une série de DVD annuels de la conférence TED.
TED a deux sièges sociaux : l'un est situé à New York, aux États-Unis, et l'autre à Vancouver, au Canada.

### Objectifs
La conférence TED définit sa mission comme « propagateur d'idées », et met gratuitement à la disposition du public les meilleures conférences sur son site Web. Les exposés, généralement brefs (une vingtaine de minutes), couvrent un large éventail de sujets, tels que les sciences, les arts, la politique, les problématiques mondiales, l'architecture, la musique et plusieurs autres sphères de compétences. Les intervenants eux-mêmes exercent dans une grande variété de disciplines,. 

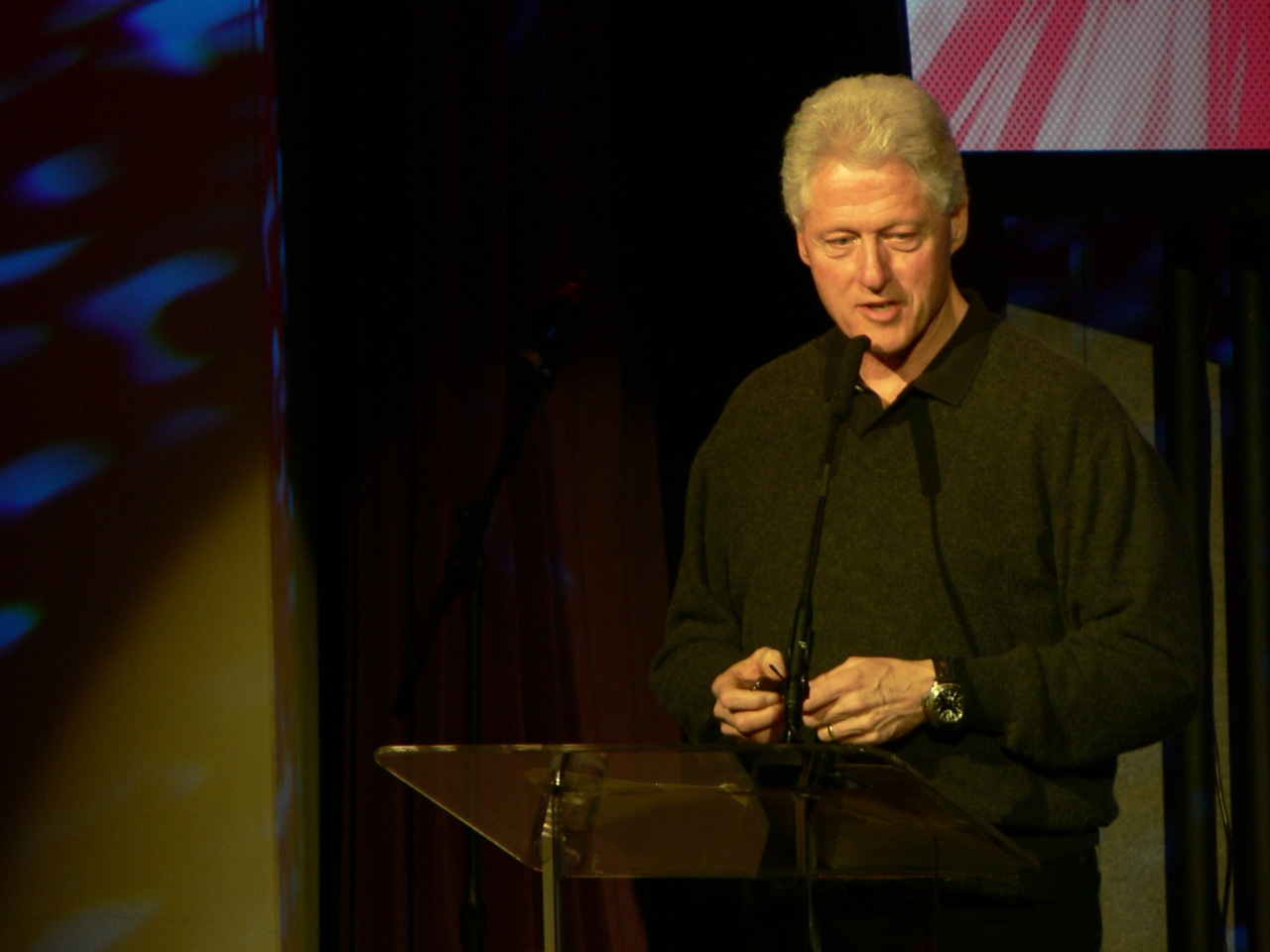
Bill Clinton à la conférence TED de 2007.

Ainsi, les conférences TED ont reçu les discours de personnalités publiques mondialement célèbres telles que l'ancien président des États-Unis Bill Clinton, le chanteur Bono du groupe rock U2, l'inventeur du World Wide Web Tim Berners-Lee, le cofondateur de Wikipédia Jimmy Wales, les cofondateurs de Google Sergey Brin et Lawrence E. Page, le chanteur Peter Gabriel, le prix Nobel de la paix Al Gore.
Les contributions de centaines d'orateurs sont disponibles en ligne sur le site officiel qui a reçu plus de 30 millions de visites depuis son ouverture. Ces vidéos sont mises à disposition sous licence Creative Commons, et sont donc téléchargeables.

## Prix TED

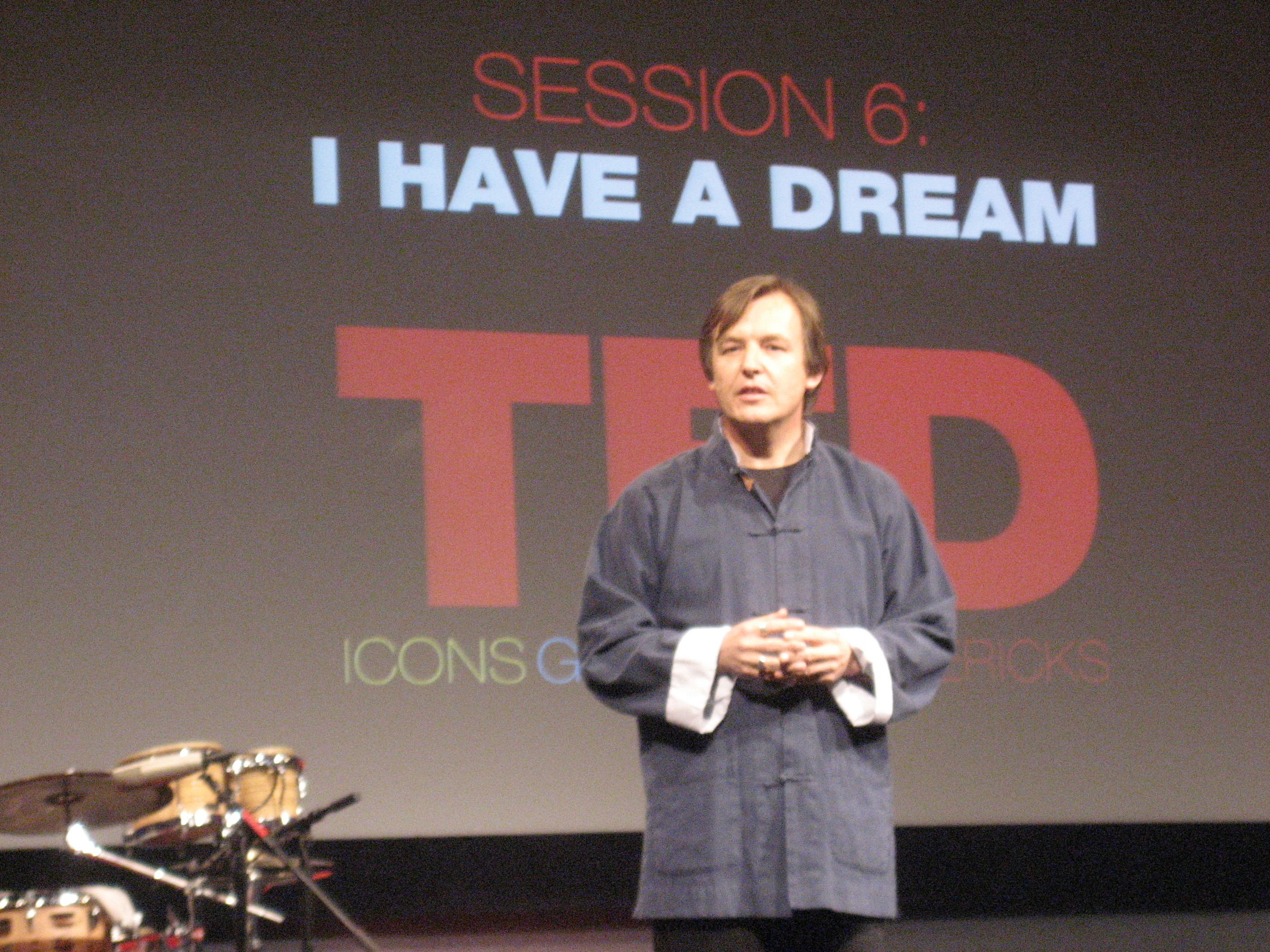
Chris Anderson à l'ouverture des Prix TED.

Le Prix TED existe depuis 2005. Il a récompensé ses lauréats d'un prix d'un montant de 100 000 dollars jusqu'en 2013, puis d'un prix d'un million de dollars. Chaque lauréat prononce un « vœu pour changer le monde » lors de la conférence annuelle de l'organisation. 
Jusqu'en 2010, trois lauréats se partageaient le prix. Depuis 2010, un seul lauréat est désigné.
| Année | Lauréats                                                 |
| ----- | -------------------------------------------------------- |
| 2005  | Bono - Edward Burtynsky - Robert Fischell (en)           |
| 2006  | Larry Brilliant - Jehane Noujaim - Cameron Sinclair (en) |
| 2007  | Bill Clinton - Edward O. Wilson - James Nachtwey         |
| 2008  | Neil Turok - Dave Eggers - Karen Armstrong               |
| 2009  | Sylvia Earle - Jill Tarter - José Antonio Abreu          |
| 2010  | Jamie Oliver                                             |
| 2011  | JR                                                       |
| 2012  | City 2.0                                                 |
| 2013  | Sugata Mitra                                             |
| 2014  | Charmian Gooch (en)                                      |
| 2015  | Dave Isay (en) pour StoryCorps                           |
| 2016  | Sarah Parcak                                             |
| 2017  | Raj Panjabi (en)                                         |

## Traductions participatives: TED OTP (Open Translation Project)
Cette section ne s'appuie pas, ou pas assez, sur des sources secondaires ou tertiaires indépendantes du sujet. Le texte peut contenir des analyses inexactes ou inédites de sources primaires.
Pour l'améliorer, ajoutez-en, ou placez des modèles {{Source secondaire souhaitée}} ou {{Source secondaire nécessaire}} sur les passages mal sourcés. (avril 2025)
Le projet de traduction TED (Open Translation Project), initié en mai 2009, visait à mettre ces conférences à la portée des « 4,5 milliards de personnes sur la planète qui ne parlent pas l'anglais », selon Chris Anderson de TED.
Le dispositif participatif  de traduction des enregistrements créés dans les différents programmes TED, TED-Ed (Education) ou TEDx, utilise des plateformes de sous-titrage (jusqu'en mai 2012, avec le partenaire technologique dotSUB, puis aujourd'hui avec Amara, un outil de traduction libre). Les traducteurs ont d'autres outils à leur disposition, tels qu'un wiki OTPedia, des forums, un espace sur YouTube, ainsi que des groupes Facebook par langue.
Au démarrage de TED, 300 traductions ont été produites par 200 traducteurs bénévoles dans 40 langues. En mars 2013, plus de 39 722 traductions étaient réalisées par un total de 9 262 traducteurs volontaires dans 97 langues. En octobre 2014, ce sont plus de 64 605 traductions par 18 488 traducteurs volontaires dans 105 langues qui sont mises à la disposition des internautes.
Avec ces traductions, ajoutées aux conférences assurées dans les différentes langues et pays dans le cadre des conférences TEDx, le corpus des conférences en français totalise en octobre 2014, plus de 1681 conférences (pour 1867 conférences en anglais). Le développement des conférences dans d'autres langues que l'anglais pousse la communauté anglophone à se mobiliser pour assurer des traductions vers l'anglais.

## Programme TEDx

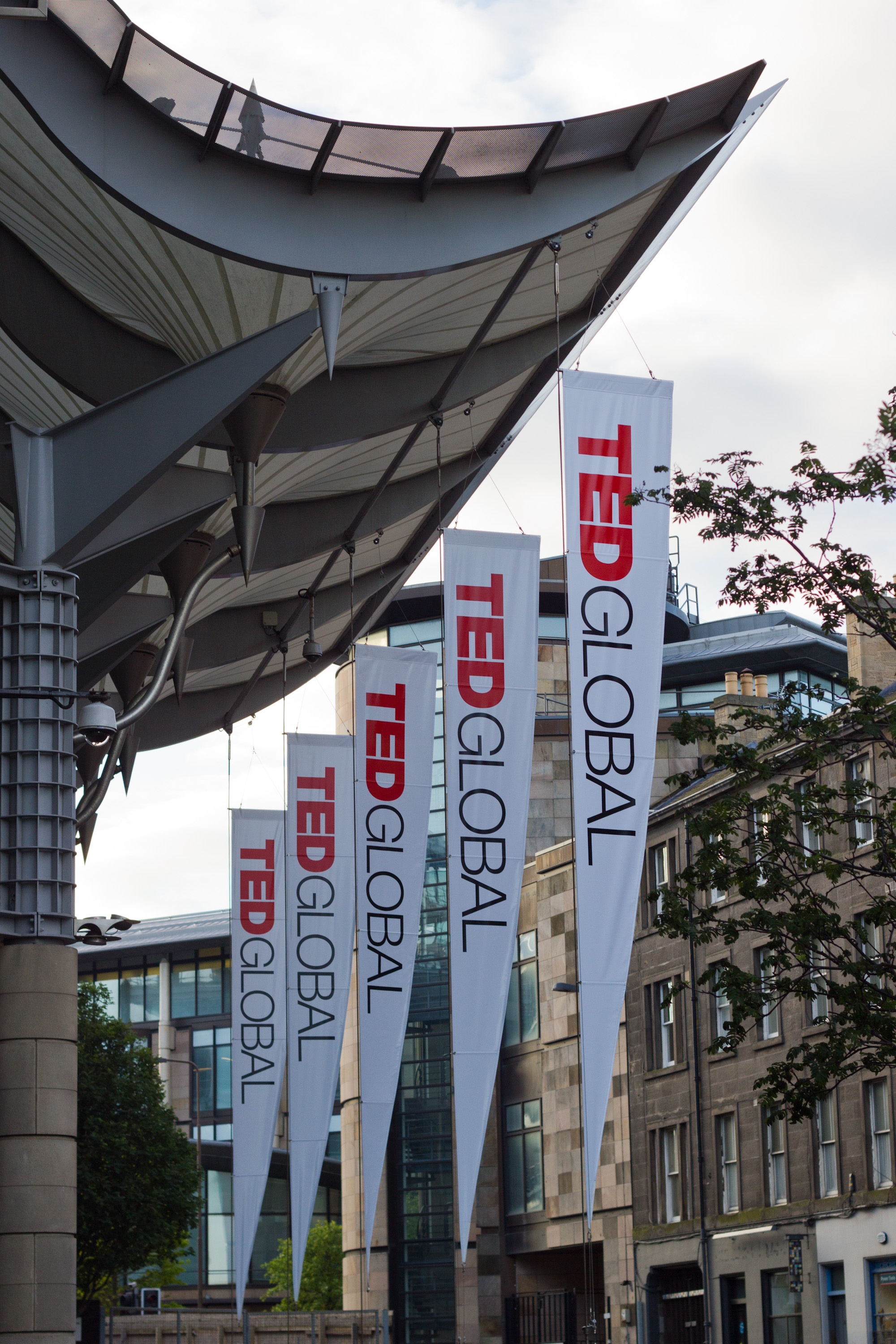
TEDGlobal 2012 à l'Edinburgh International Conference Centre.

TEDx est un programme qui permet aux écoles, aux entreprises, aux bibliothèques ou aux groupes d'amis de profiter d'une expérience semblable à celle de TED[précision nécessaire] par le biais d'événements qu'ils organisent eux-mêmes. Les licences du programme TEDx sont attribuées par les équipes de TED afin de créer un écosystème viable autour du globe[pertinence contestée]. Les ambassadeurs pour l'Europe sont Lionel Faucher, Emilia Garito, Elena Papadopoulou, Dora Dzvonyar, et Belen Viloria.
Un sommet TEDx (TEDxSummit) s'est tenu à Doha, au Qatar, en avril 2012. Ce sommet regroupait pendant une semaine quelque 800 organisateurs TEDx de par le monde. 

### Québec
Le premier TEDx consacré à l'innovation en éducation et tenu entièrement en français en Amérique du Nord est TEDxWilfridBastien. Le nom est non seulement inspiré d'une école primaire de la C.S.P.I., mais également du parc qui y fait face. Cette conférence s'est tenue à Saint-Léonard le 29 février 2012. 
La dernière conférence TEDx WilfridBastienEd a eu lieu le 28 février 2014 sous le thème « Maintenant, tenant en main le monde ». 
Les conférences TEDx ont depuis eu lieu à plusieurs endroits au Québec :
- Montréal : 
  - Le TEDxUdeM, organisé en collaboration avec l'Université de Montréal, a eu lieu le 11 mars 2012.
  - Le TEDxPôleMaisonneuve est organisé annuellement au Planétarium Rio Tinto Alcan de Montréal et traite de développement international. Une première édition a eu lieu le 24 novembre 2014[31] et une deuxième édition sous le thème « S'ouvrir sur le monde » aura lieu le 30 novembre 2015.
- Québec : TEDxQuébec a eu lieu dans la ville de Québec, le 20 novembre 2012 sous le thème « Contrastes ». La deuxième édition TEDxQuébec a eu lieu le 26 novembre 2013 sous le thème : les nouvelles frontières. La troisième édition TEDxQuébec aura lieu le 28 octobre 2014 sous le thème : renaissance au carré[32].
- Sainte-Marie-de-Beauce : TEDxSainteMarie a eu lieu le 22 septembre 2012 au Centre Caztel de Sainte-Marie sous le thème Business, Culture, Éducation : un lien à développer.
- Drummondville : TEDxDrummondvilleEd eut lieu le 23 avril 2013.

### France

#### Métropole

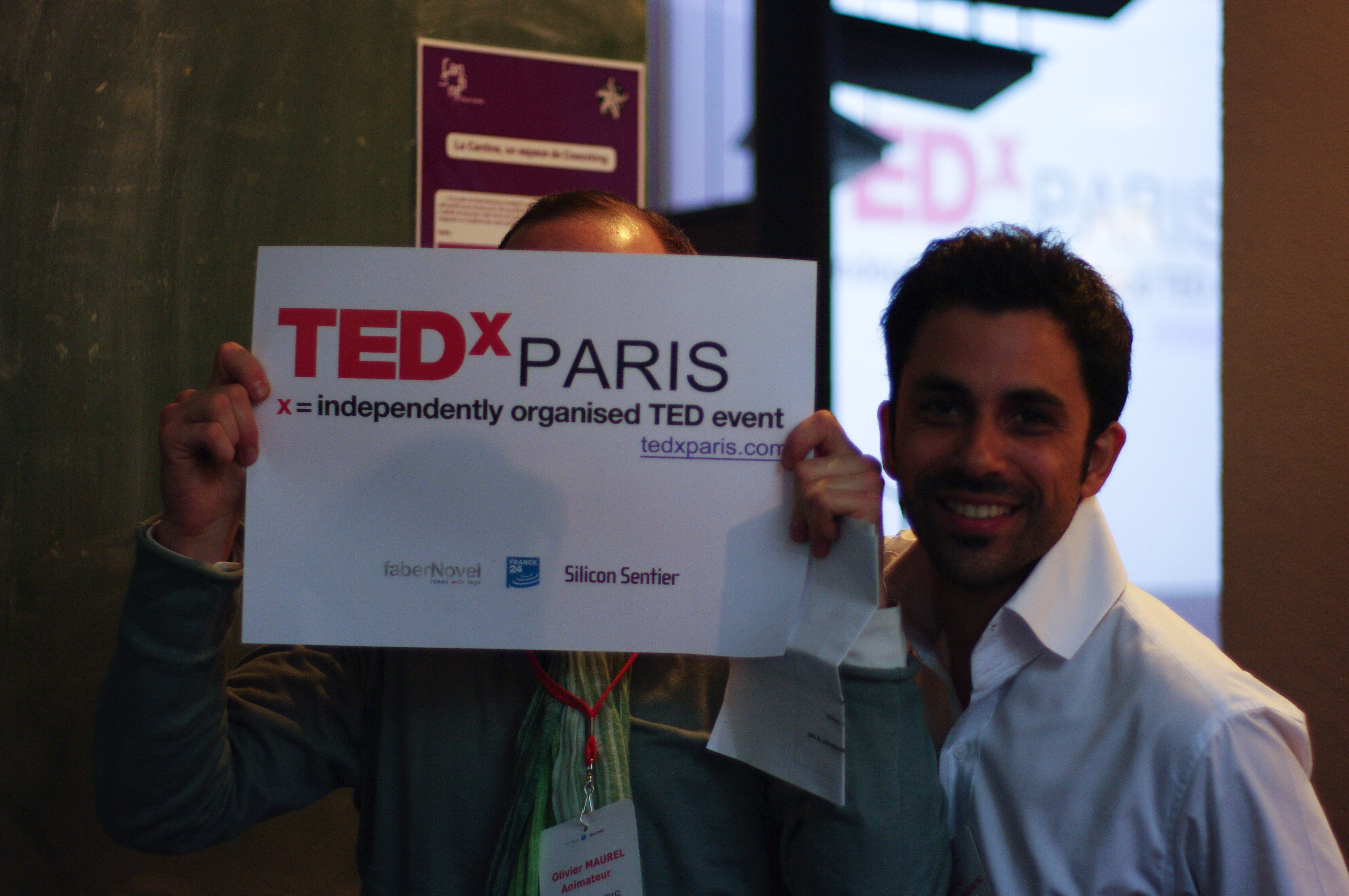
TEDxParis, soirée de lancement du 28 mai 2009.

La première conférence TEDx francophone a eu lieu à Paris en mai 2009 à l'initiative de Michel Lévy-Provençal, l'animateur du réseau TEDx en France. Depuis, chaque année a lieu TEDxParis. Les dernières se sont tenues au théâtre du Châtelet le 1er novembre 2015, au Grand Rex le 13 novembre 2016, et le 6 novembre 2017.
Le premier TEDx en dehors de Paris a été organisé à Mulhouse en Alsaceen 2010 à l'initiative de Salah Benzakour. Le plus grand[réf. nécessaire] TEDx organisé par des étudiants en France (sous licence TED universitaire) a lieu chaque année au sein de l'Université Paris 1 Panthéon Sorbonne sous l’appellation TEDxPanthéonSorbonne, à l'initiative d'Ali Ankouni, Khan Smith et Halim Madi.  
La première conférence TEDxWomen en France (appelée TEDxChampsÉlyséesWomen)  a eu lieu à Paris le 7 décembre 2013 à l'initiative de Béatrice Duboisset.  
La première conférence TEDxINSA a eu lieu à Villeurbanne le 13 décembre 2013 à l'initiative de la Junior Entreprise de l'INSA de Lyon, ETIC INSA TECHNOLOGIES. Une deuxième édition TEDxINSA a également eu lieu le 20 février 2014 grâce à ETIC. Depuis septembre 2016, TEDxINSA est une association à part entière au sein de l'INSA Lyon.
La liste complète des conférences TEDx en France est mise à jour en permanence sur le site de TED.

#### Outre-mer
6 TEDx ont eu lieu à Nouméa, en Nouvelle-Calédonie :
- en 2016 au Rex ;
- en 2017 au Rex ;
- en 2018 au Théâtre de l'île ;
- en 2020 au Centre culturel Tjibaou ;
- en 2021 au Conservatoire de Musique et de Danse de la Nouvelle-Calédonie ;
- en 2023 au MK2 Dumbéa.

### Suisse
Plus de 100 TEDxTalks ont été organisés en Suisse depuis 2009 quand eut lieu le premier événement à Genève, depuis un grand succès semble accompagner ces évènements en Suisse.
Certains se déroulent périodiquement une ou plusieurs fois par année (comme TEDxGeneva, TEDxZurich, TEDxLausanne ou TEDxBern) et d’autres n’ont lieu que ponctuellement. Tous organisés par plusieurs « TEDxeurs » avec une licence pour organiser ces évènements en Suisse.
Les villes qui ont accueilli ou accueillent des évènements tout le long de la Suisse sont : Genève, Lausanne, Zürich, Winterthur, Bâle, Dübendorf (TEDxOerlikon), Bern, Martigny, Meyrin (TEDxCERN), Zug, Rolle (TEDxInstitutLeRosey), Adliswil, Ecublens (TEDxCHUV), Bluche (TEDxLesRochesHotelSchool), Fribourg, Carouge (TEDxGeneva), Lugano, Caux (TEDxSHMS), Sion, Luzern, Saint-Légier-La Chiésaz (TEDxHautLacSchool), Leysin (TEDxLeysinAmericanSchool) et Pully (TEDxLausanne).
Une des villes avec une activité plus importante est Genève où a lieu, depuis 2013, deux fois par année, TEDxGeneva. Pendant ces dernières années plus de 70 personnalités telles que Richard Stallman, Tristan Nitot, Alexis Kauffmann ou Bruce Benamran y ont participé et leurs « talks » ont été visualisées par des internautes de toute la planète sur le canal de Youtube TEDx Talk. Les conférences ont lieu en français et anglais ce qui donne à ces évènements une dimension à la fois globale et locale. Les thèmes traités ne sont pas seulement d’intérêt régional mais aussi mondial et ont tourné principalement autour de 2 axes (la culture numérique et le futur de la planète).

## Critiques des conférences TED
Les conférences TED sont critiquées,, d'une part, pour être élitistes : pour assister en personne aux conférences TED, il faut payer une somme considérable (7 500 dollars par an pour les TED Conférences et 6 000 dollars par an pour TED Global) ; d'autre part, pour mettre en avant, selon le slogan de TED, des « idées dignes d'être diffusées », sans que soient précisés les critères de ces choix et avec le jugement sous-jacent que seules quelques personnes au monde, voire seuls les conférenciers invités par TED, seraient dignes d'être écoutés. 
Autres critiques : 
- Le fonctionnement des conférences TED serait plus proche d'un club privé (les conférences elles-mêmes n'étant qu'un prétexte) permettant aux personnalités riches et influentes ainsi qu'aux stars de créer des réseaux en se rencontrant physiquement lors des conférences ; des personnes dont la présence est non souhaitée par certains membres pouvant être désinvitées, même en ayant payé leur cotisation[56].
- Frank Swain[57], un journaliste sourd, refusa de participer à un évènement TEDx sans être rémunéré. Il avança le fait selon lui inacceptable que TED, supposé être un organisme à but non lucratif, fasse payer 6 000 dollars aux participants mais ne puisse pas payer quoi que ce soit aux conférenciers[58].
- Sarah Lacy (en) de BusinessWeek and TechCrunch a affirmé que TED était élitiste, sur la base du prix d'entrée de 6 000 dollars dont il faut s'acquitter pour assister en personne aux conférences, et du fait que les participants les moins importants soient moins bien traités, citant à titre d'exemple le fait qu'un ami avait été désinvité à TED après avoir quitté un poste ostensiblement prestigieux[Quoi ?] à San Francisco[59].
- Des divergences de vues se sont aussi produites entre des conférenciers TED et les organisateurs. Dans sa conférence TED de 2010, la comédienne et humoriste nord-américaine Sarah Silverman fit référence à l'adoption d'un enfant « attardé ». L'organisateur des conférences TED Chris Anderson la critiqua via son compte Twitter, conduisant à une dispute entre eux sur ce réseau [60],[61],[62].
- Également en 2010, le statisticien Nassim Nicholas Taleb qualifia TED de « monstruosité qui transforme les scientifiques et les penseurs en amuseurs de bas-étage, comme des comédiens de cirque ». Il avança que les organisateurs de TED n'avaient pas publié sa conférence « Avertissements au sujet de la crise financière » pour de pures raisons d'apparence[63][précision nécessaire].
- Nick Hanauer (en), un riche entrepreneur nord-américain qui intervient à la TED University en 2012, a remis en cause la croyance répandue[réf. nécessaire] selon laquelle les personnes aux plus hauts revenus aux États-Unis sont les moteurs de la création d'emploi (théorie du ruissellement)[64]. TED a été accusé de censurer la conférence en ne la publiant pas sur le site. Le National Journal rapporta que Chris Anderson avait réagi en disant que la conférence était probablement la plus controversée sur le plan politique qui ait jamais eu lieu, et qu'ils se devaient d'être prudents quant au moment où ils la publieraient. Anderson répondit officiellement que TED publie seulement une conférence par jour, sélectionnée parmi un grand nombre. Bruce Upbin de Forbes décrivit la conférence de Hanauer comme « shoddy and dumb » (bâclée et stupide) tandis que le New York magazine condamna l'attitude de TED.[réf. souhaitée] L'exposé est maintenant de retour sur le site ted.com avec en date de captation août 2014[65].

- Rupert Sheldrake donna une conférence TEDx à TEDx Whitechapel à East London en janvier 2013 dans le but de « remettre en cause les paradigmes existants » en résumant grossièrement les idées exposées dans son livre The Science Delusion. Ceci fut prétendument remis en cause par PZ Myers et Jerry Coyne et retiré du site Web officiel par TED, comme le confirma au début de mars 2013 Emily McManus, rédacteur en chef de TED. Le 2 avril 2013, Alex Tsakiris, producteur du podcast Skeptik, enregistra une entrevue avec Sheldrake qui fut publiée sur YouTube le jour suivant. Sheldrake y avance que la décision de non publication fut prise par le comité scientifique de TED, dont TED refusa de révéler la composition pour des questions de sécurité personnelle, en opposition flagrante avec les pratiques académiques des revues évaluées par les pairs (peer reviewing) en vigueur dans le monde de la recherche, où le rédacteur en chef et le comité éditorial d'un journal scientifique sont nécessairement connus, dans un but de vérification. Sheldrake avance qu'il fut appelé par Chris Anderson qui l'inclut à nouveau dans la liste des conférences, mais dans une catégorie différente et obscure que Sheldrake qualifia de « mise au piquet ».[réf. souhaitée]
- Selon le professeur Benjamin Bratton (en) de l'Université de Californie, à San Diego, la tentative des conférences TED de promouvoir le progrès dans les domaines de la socio-économie, la science[précision nécessaire], la philosophie et la technologie est restée sans effet. Chris Anderson répondit que certains critiques ont une conception erronée du but des conférences TED[réf. souhaitée].
- Le programme TEDx, gratifié de la mention (x = Independently organised TED event), a vu passer des personnages controversés pour ne pas dire d'authentiques charlatans, comme l'entrepreneur vidéaste promoteur du crudivorisme Thierry Casasnovas ou le vendeur de cristaux quantiques et physicien autodidacte Nassim Haramein.